# Schmerlitz

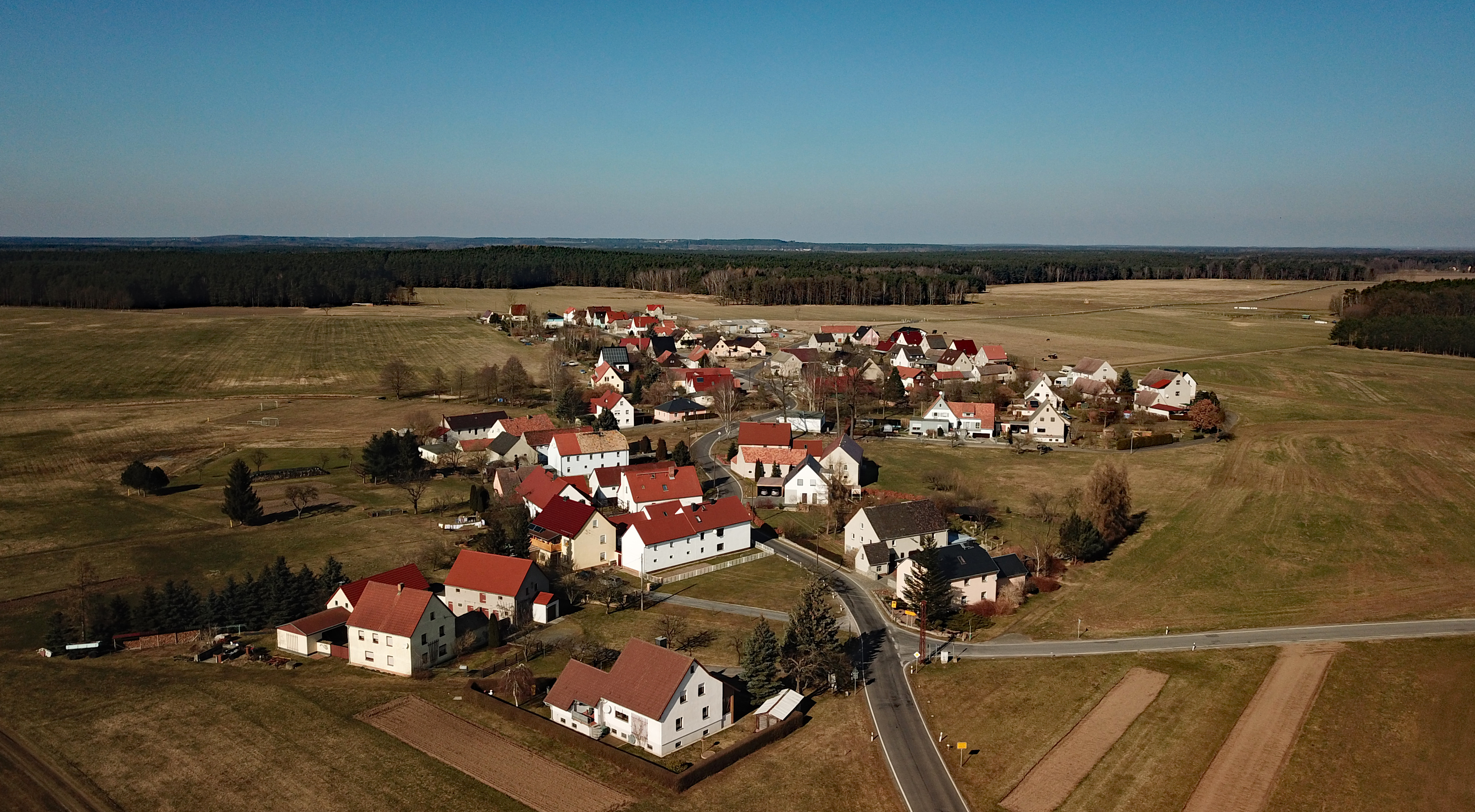
Luftbild

Schmerlitz, obersorbisch Smjerdźacaⓘ, ist ein Ort im Zentrum des Landkreises Bautzen in Ostsachsen und gehört seit 1994 zur Gemeinde Ralbitz-Rosenthal. Der Ort liegt in der Oberlausitz und zählt zum Kernsiedlungsgebiet der Sorben. Die Mehrzahl der Einwohner spricht Sorbisch als Muttersprache.
Der Ortsname wird vom sorbischen smjerdźata („stinkend“) abgeleitet und bezieht sich vermutlich auf die (ehemalige) Lage des Ortes in einer sumpfigen Bachniederung und den dementsprechenden Geruch.

## Geografie
Der Ort befindet sich etwa neun Kilometer nordöstlich von Kamenz und 20 Kilometer nordwestlich von Bautzen am westlichen Rand der landwirtschaftlich genutzten Klosterwasser-Flussaue und gehört zu Delany, dem „Niederland“ der ehemaligen Mariensterner Klosterpflege. Im Westen und Norden erstrecken sich ausgedehnte Wälder; im Osten befindet sich mit dem Lasker Auenwald der letzte weitgehend naturbelassene Teil der Klosterwasseraue. Durch Schmerlitz fließt das Piskowitzer Wasser, ein Zufluss des Klosterwassers.
Siedlungshistorisch ist Schmerlitz ein Rundweiler, der später vor allem in nordwestliche Richtung erweitert wurde. Der Gutshof befindet sich in der Ortsmitte. Die Nachbarorte sind Schönau im Norden, Laske im Osten, Rosenthal im Süden, sowie – von Schmerlitz durch Wälder getrennt – Piskowitz im Südwesten und Döbra im Nordwesten. Durch Schmerlitz verläuft die sächsische Staatsstraße 92.
Mitten im Wald zwischen Döbra und Schmerlitz befindet sich der Weiler Neu-Schmerlitz.

## Geschichte
Die Ansiedlung wurde erstmals 1374 als Sitz eines Joris de Smerdacz erwähnt, wobei schon vorher eine Wasserburg bestand. Bereits seit 1529 ist die heutige (deutsche) Namensform in Gebrauch. Bis 1667 lag die Grundherrschaft im nach Crostwitz gepfarrten Ort beim Rittergut Räckelwitz, in diesem Jahr wurde ein Rittergut in Schmerlitz etabliert, welches die Grundherrschaft übernahm. 
Bis zum 1. Januar 1974 war Schmerlitz eine eigenständige Landgemeinde, seit 1957 mit Laske als Ortsteil, dann wurde es zunächst nach Rosenthal und am 1. Januar 1994 in die neue Gemeinde Ralbitz-Rosenthal eingegliedert.

## Bevölkerung und Sprache

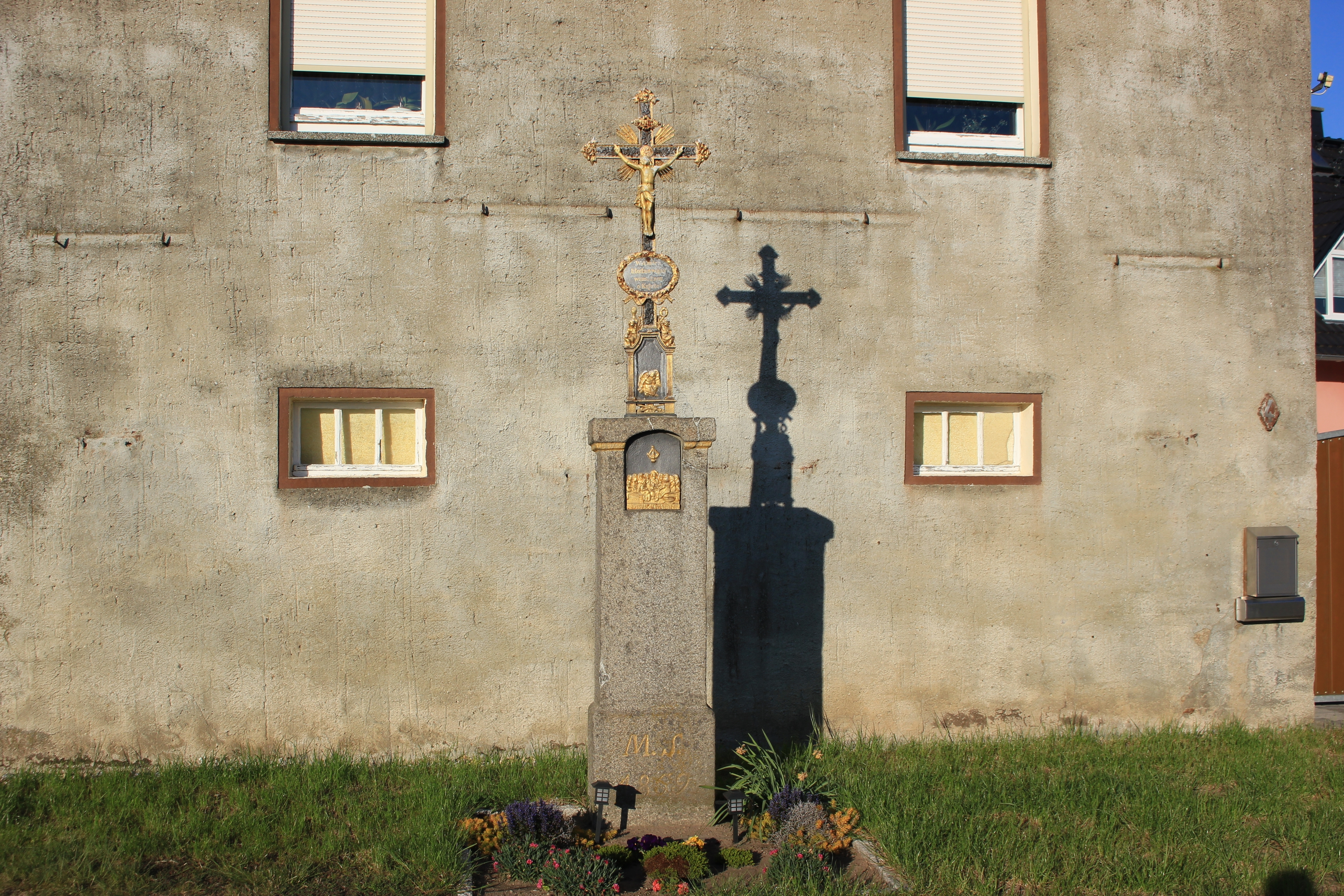
Betkreuz mit sorbischer Inschrift an der Schönauer Straße

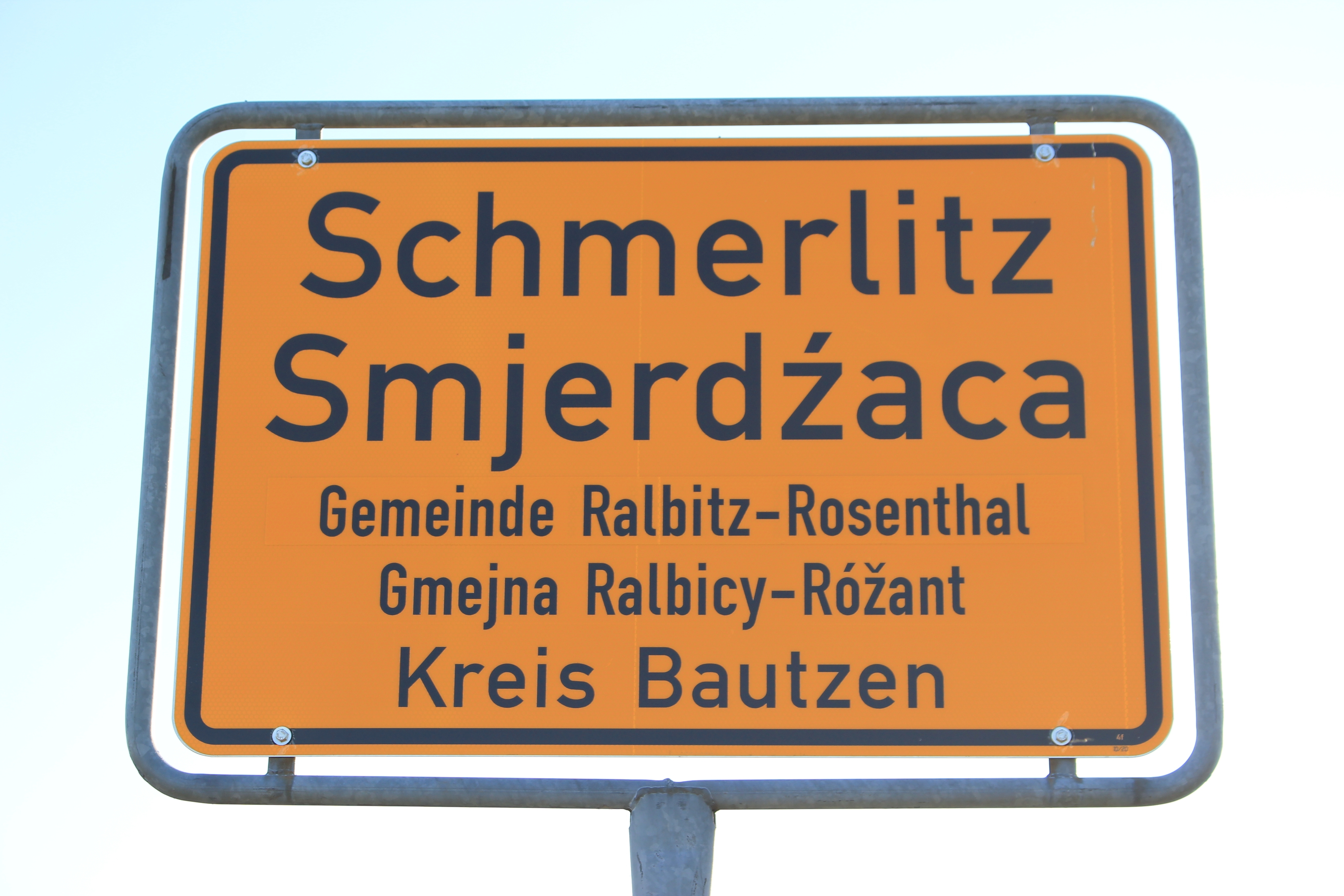
Zweisprachiges Ortsschild von Schmerlitz

Für seine Statistik über die sorbische Bevölkerung in der Oberlausitz ermittelte Arnošt Muka in den achtziger Jahren des 19. Jahrhunderts eine Bevölkerungszahl von 108; darunter ausnahmslos Sorben. Ernst Tschernik zählte 1956 in der Gemeinde Schmerlitz einen sorbischsprachigen Bevölkerungsanteil von 92,4 %. Bis heute ist Sorbisch die vorherrschende Alltagssprache im Ort.
Die Bevölkerungszahl blieb im Laufe des 19. und frühen 20. Jahrhunderts weitgehend stabil und ist nach 1990 von 200 auf etwa 170 gesunken.
Die gläubigen Einwohner sind zum größten Teil römisch-katholisch nach Ralbitz gepfarrt, der kleine evangelische Anteil zählt zur Kirchgemeinde Schmeckwitz.

### Kultur
Überregional bekannt ist die Sorbische Volkstanzgruppe Schmerlitz, welche durch ihre Auftritte bei Festivals in Europa und weltweit zu den bekanntesten sorbischen Ensembles gehört.

## Infrastruktur
Durch Schmerlitz verläuft die größtenteils gut ausgebaute Staatsstraße 92 nach Bernsdorf, die eine günstige Verbindung sowohl in Richtung Hoyerswerda als auch zur A 13 nach Berlin darstellt.

## Persönlichkeiten
- Mikławš Bjedrich-Radlubin (1859–1930), Volkserzähler, geboren in Schmerlitz